# Trigynaea caudata
Trigynaea caudata là loài thực vật có hoa thuộc họ Na. Loài này được (R.E. Fr.) R.E. Fr. miêu tả khoa học đầu tiên năm 1946.